# Carnaval de Santa Cruz de Tenerife
El Carnaval de Santa Cruz de Tenerife té, juntament amb el Carnaval de Cádiz, la màxima consideració per a festes que concedeix el ministeri amb competències en turisme a Espanya. És considerat el segon carnaval més popular i conegut internacionalment, després dels que se celebren a Rio de Janeiro (Brasil). De fet la ciutat de Santa Cruz de Tenerife està agermanada amb la ciutat de Rio de Janeiro per aquesta raó.
El 18 de gener de 1980 va ser declarat Festa d'Interès Turístic Internacional. Milers de persones surten cada dia al carrer a participar amb una disfressa. Ballen al so d'orquestres locals, dels ritmes caribenys, música electrònica i les apostes musicals de l'any durant tota la nit. L'acte més destacat és la Gran Gala de l'Elecció de la Reina del Carnaval de Santa Cruz de Tenerife i els grans desfilades de carrosses engalanades que discorren per les principals avingudes de la ciutat. El Carnaval de Santa Cruz de Tenerife és una de les festes més multitudinàries i internacionals d'Espanya.